# قانون‌گذار

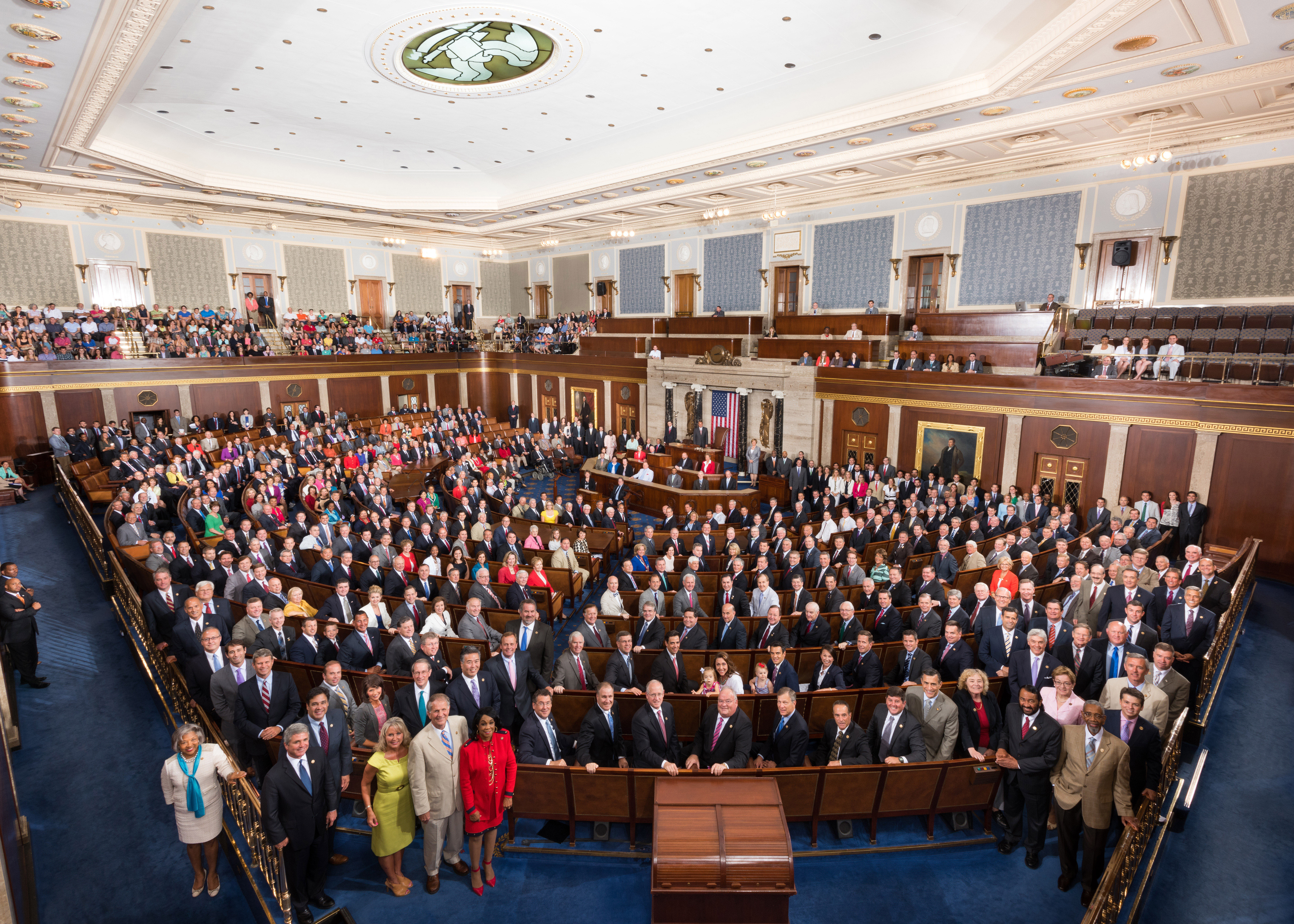
تصویری از یکصد و چهاردهمین کنگره ایالات متحده آمریکا

قانون‌گذار (به انگلیسی: Lawmaker یا Legislator) فردی است که مجموعه‌ای از قوانین را می‌نویسد یا تصویب می‌کند؛ به‌ویژه در مورد فردی و قوانینی که به مجلس و شیوهٔ قانون‌گذاری یک جامعه یا کشور مربوط می‌شود. قانون‌گذاران معمولاً سیاستمدار هستند و معمولاً توسط مردم انتخاب می‌شوند. مجلس قانون‌گذاری ممکن است محلی باشند؛ (به عنوان مثال، شوراها و مقام‌های محلی)، منطقه‌ای (مثلاً، مجلس ملی اسکاتلند در بریتانیا)، ملی (مانند، کنگره ایالات متحده آمریکا)، یا فراتر از ملی (مثلاً پارلمان اروپا).
در انگلستان، تقریباً به‌طور انحصاری قانون‌گذاران همان اعضای پارلمان هستند. هرچند قوهٔ قضائیه عمدتاً مستقل است. تا پیش از اصلاحات در سال ۲۰۰۵، «قانون‌گذار» منحصراً به (لرد چانسلر: دادستان کل) گفته می‌شد.